# 이스턴 서버브스 FC
이스턴 서버브스 FC(영어: Eastern Suburbs Football Club)는 오스트레일리아 퀸즐랜드주의 이스트 브리즈번을 연고지로 하는 축구단이다. 클럽은 약 2.7 킬로미터 (1.7 mi) 도심에서 떨어진 곳에 위치하며, 내셔널 프리미어리그 퀸즈랜드의 남녀 리그 모두 참여한다. 구단의 홈구장은 이스트 브리즈번에 위치한 히스 파크이다.